# Giersfeld
Het grafveld Giersfeld ligt in Westerholte bij Ankum in Samtgemeinde Bersenbrück, Landkreis Osnabrück in Nedersaksen. Het is onderdeel van de Straße der Megalithkultur.

## Wandelroute
Een wandelroute, met voorlichting over de geschiedenis, loopt sinds 1975 langs de gedenktekens uit de oertijd. Er liggen in Noord-Duitsland maar op weinig plekken zoveel gedenktekens vlak bij elkaar als op deze plek. De ca. 3,5 kilometer lange wandelweg omsluit 500 hectare en is vanaf een parkeerplaats bij Ankum aangegeven.

## Megalieten
Als bijzondere bezienswaardigheden zijn de megalitische bouwwerken (Sprockhoff-Nr. 891 t/m 895) aan deze wandelweg. Vernielingen uit de laatste honderd jaar hebben verschillende gedenktekens gedeeltelijk vernietigd, maar er zijn nog enkele bouwwerken die nog altijd zeer indrukwekkend zijn. Bijvoorbeeld „Rickelmann 2“ en de steenkist op de Giersberg. 
In de omgeving ligt de Matthiesings Opferstein en de Großsteingräber von Lintern und Wiemelsberg bij Ueffeln.

### Afbeeldingen

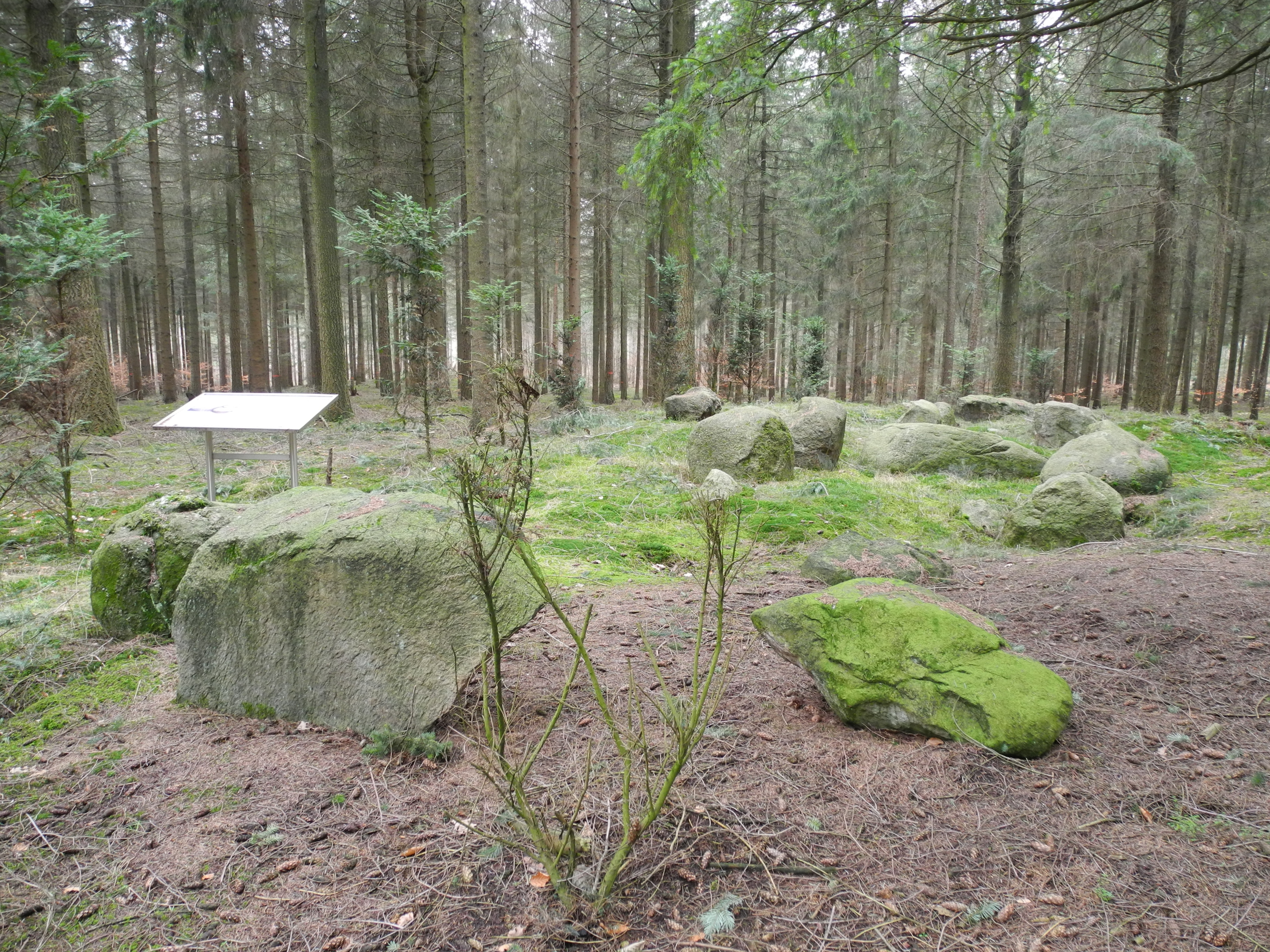
Reinecke
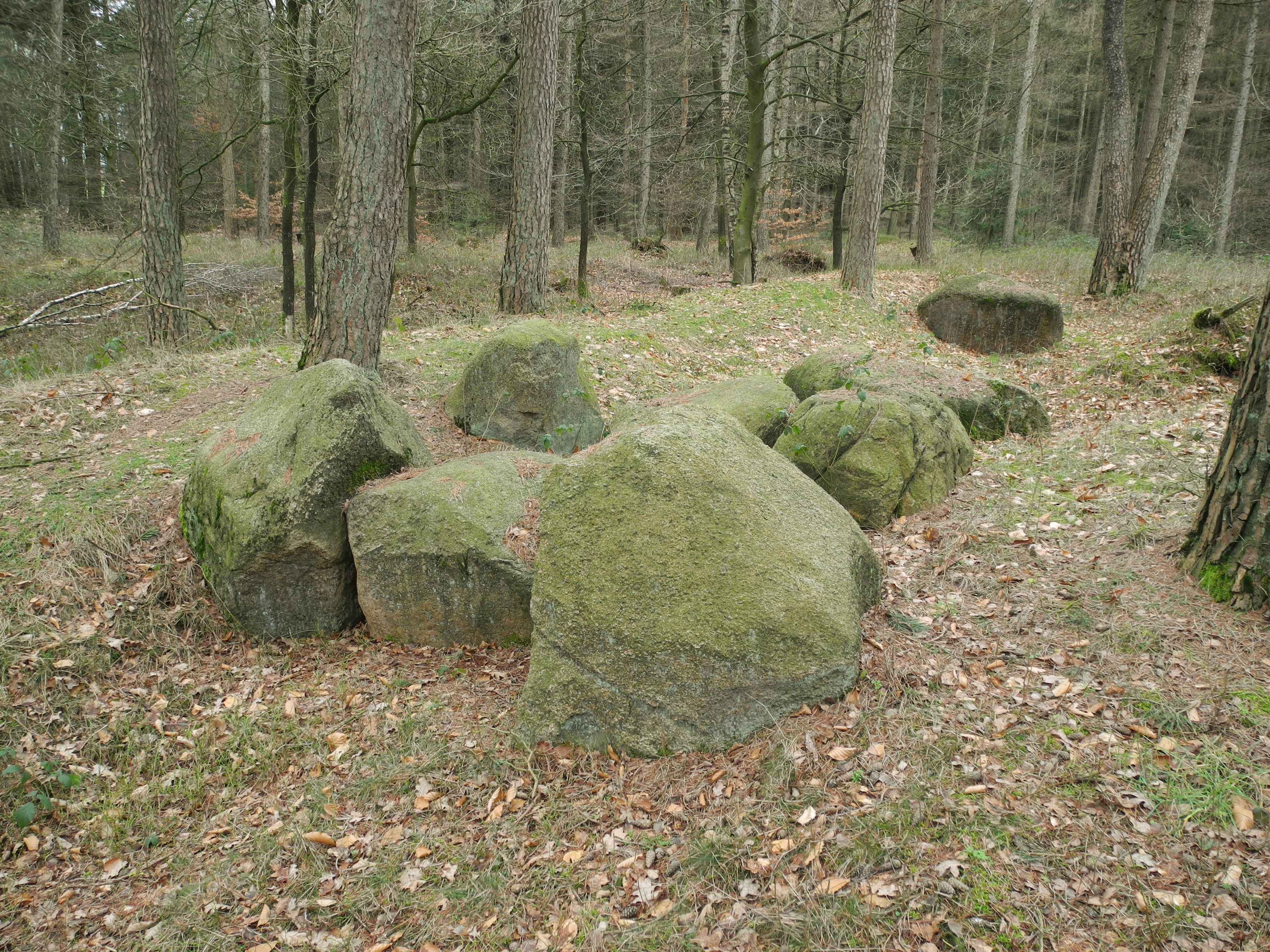
Meyer
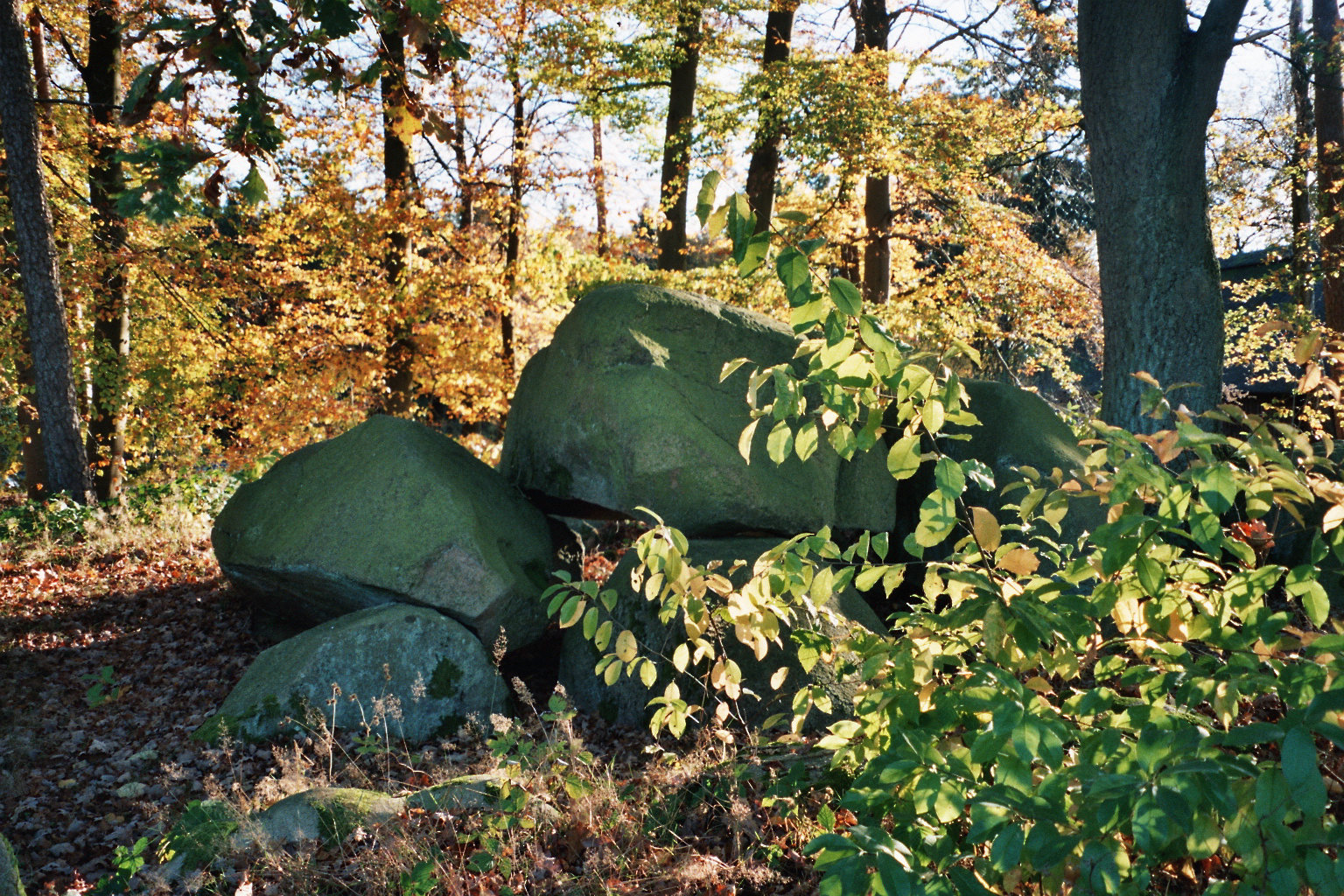
Grumfeld West
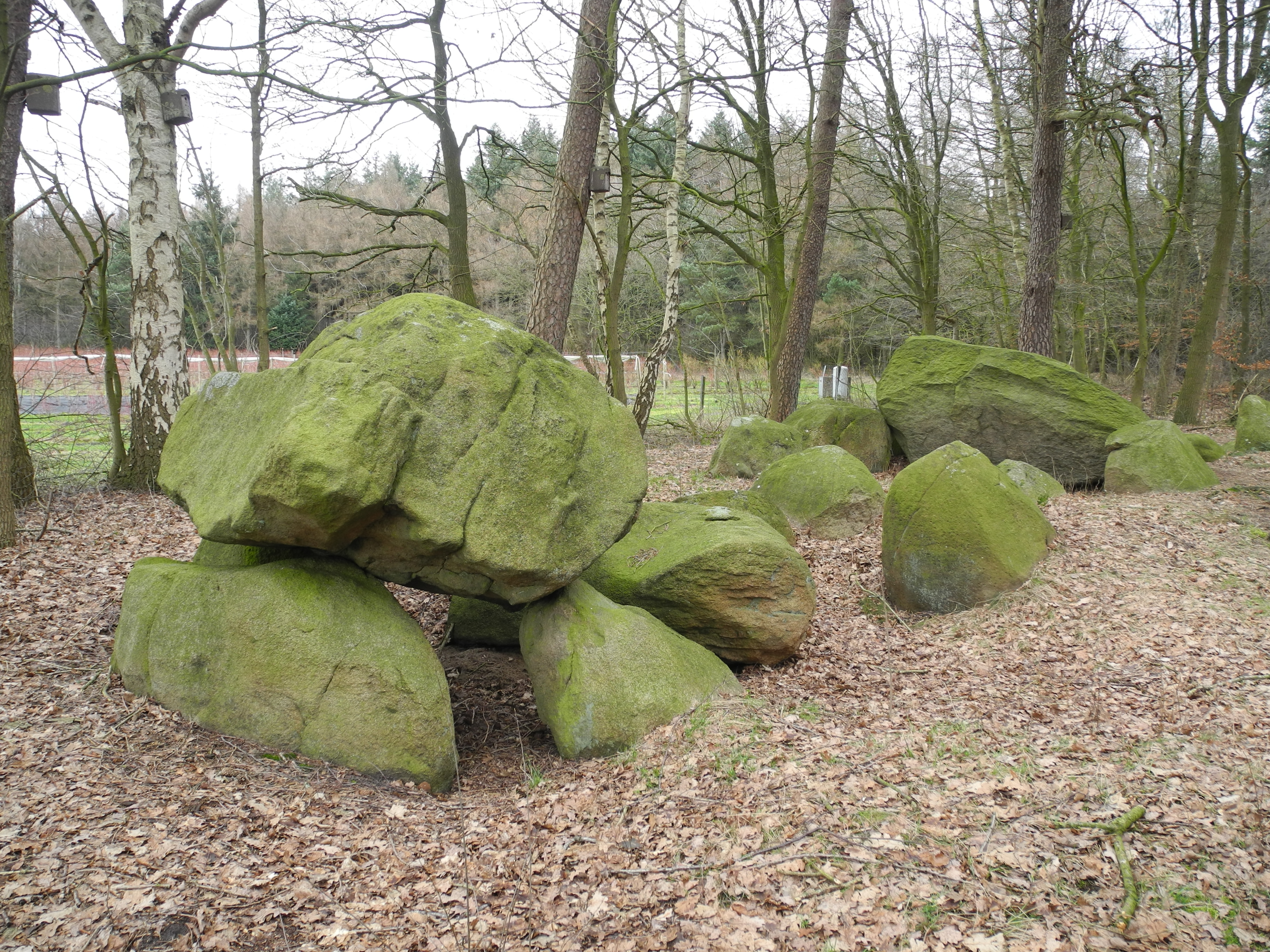
Rickelmann I

## Steenkist
De steenkist uit de bronstijd ligt ten zuidoosten van Westerholte en heeft geen Sprockhoff-Nr., omdat het na zijn onderzoek pas werd ontdekt en is gerestaureerd met stopstenen. De exact rechthoekige kist ligt in een dekheuvel heeft drie draagstenen en een sluitsteen. De drie draagstenen zijn ca. 1 meter hoog. Het gaat niet om platen, wat aantoont dat het om een relatief oud bouwwerk gaat.